# 佐賀県出身の人物一覧
佐賀県出身の人物一覧（さがけんしゅっしんのじんぶついちらん）は、Wikipedia日本語版に記事が存在する佐賀県出身の人物の一覧表である。

## 公人

### 政治家

#### 首相・議長経験者
- 大隈重信（第8・17代内閣総理大臣、早稲田大学創設者）
- 川原茂輔（第26代衆議院議長）
- 保利茂[1]（第59代衆議院議長）
- 松田正久（第11代衆議院議長）

#### 国会議員
- 愛野興一郎（経済企画庁長官）
- 今村雅弘（復興大臣、福島原発事故再生総括担当大臣）
- 岩永浩美
- 大串博志（内閣府大臣政務官、復興大臣政務官、財務大臣政務官）
- 川崎稔
- 坂井隆憲
- 陣内孝雄（法務大臣）
- 杉原荒太（防衛庁長官）
- 田中茂
- 原口一博（総務大臣、地域主権推進担当大臣）
- 広津素子
- 福岡資麿
- 保利耕輔（文部大臣、自治大臣、国家公安委員長）
- 三池信（郵政大臣）
- 宮地正介
- 本野一郎（外務大臣）
- 山下徳夫（運輸大臣、総務庁長官、内閣官房長官、厚生大臣）

#### 運動家
- 矢次一夫（労働運動家、浪人政治家、フィクサー）

#### 知事
- 古川康（前・佐賀県知事、衆議院議員）
- 井本勇（元・佐賀県知事）
- 香月熊雄（元・佐賀県知事）
- 池田直（元・佐賀県知事）
- 鍋島直紹（元・佐賀県知事）
- 貝原俊民（第5代兵庫県知事）
- 長谷川久一（石川県・和歌山県・長崎県・静岡県・東京府知事、警視総監）

#### 市町村長
- 秀島敏行（前・佐賀市長）
- 木下敏之（前・佐賀市長）
- 坂井英隆（佐賀市長）
- 坂井俊之（前・唐津市長）
- 樋渡啓祐（前・武雄市長）
- 横尾俊彦（多久市長）

### 官僚
- 江藤新平（1872年 - 1873年、明治政府の司法卿）
- 坪上貞二（拓務次官、満州拓殖公社総裁）
- 松尾浩則[2]（第2代農林水産省農産局長、農林水産省大臣官房危機管理・政策立案総括審議官（2023年[3] - 2024年[4]））
- 古川貞二郎（内閣官房副長官〈1998年 - 2001年〉）
- 山口良忠（東京地方裁判所判事）

### 軍人・自衛官
- 相浦紀道（海軍中将）
- 秋山虎六（海軍少将）
- 安保清種（海軍大将）
- 石井義太郎（海軍少将）
- 市丸利之助（海軍中将、硫黄島にて玉砕）
- 伊東祐保（海軍大佐）
- 犬塚太郎（海軍中将）
- 宇都宮太郎（陸軍大将）
- 江頭安太郎（海軍中将、皇后雅子の曽祖父）
- 江下武二（陸軍伍長、爆弾三勇士）
- 大川内傳七（海軍中将）
- 緒方勝一（陸軍大将）
- 鹿江三郎（海軍少将）
- 嘉村達次郎（陸軍少将）
- 岸川健一（陸軍中将）
- 木下文次（陸軍中将）
- 空閑昇（陸軍少佐）
- 倉永辰治（陸軍少将）
- 古賀喜三郎（海軍少佐、教育者、海城学園の創設者、皇后雅子の高祖父）
- 古賀峯一（元帥海軍大将、連合艦隊司令長官）
- 坂井三郎（海軍中尉日本海軍エースパイロット撃墜数64機（異説あり）、『大空のサムライ』の著者）
- 城島高次（海軍少将）
- 副島太郎（陸軍少将）
- 高木英次郎（海軍少将）
- 高柳直夫（海軍少佐、旅順港閉塞作戦）
- 田代皖一郎（陸軍中将）
- 辻演武（陸軍中将）
- 鳥巣玉樹（海軍中将）
- 中野信陽（海軍大尉）
- 中野良次（陸軍中将、関東軍参謀）
- 中島親孝（海軍中佐、連合艦隊情報参謀）
- 中牟田倉之助（海軍中将）
- 鍋島英比古（陸軍少将）
- 原清（海軍中将）
- 樋口敬七郎（陸軍中将）
- 百武源吾（海軍大将、九州帝国大学総長）
- 百武三郎（海軍大将、昭和天皇侍従長）
- 百武俊吉（陸軍大尉）
- 百武晴吉（陸軍中将、第17軍司令官）
- 広尾彰（海軍大尉、九軍神）
- 福地周夫（海軍大佐）
- 福地誠夫（海軍大佐、海将）
- 藤井斉（海軍少佐、昭和維新）
- 真崎勝次（海軍少将、衆議院議員）
- 真崎甚三郎（陸軍大将、台湾軍司令官、参謀次長）
- 松永貞市（海軍中将、第22航空戦隊司令、第12連合航空隊司令、英東洋艦隊撃滅）
- 三浦虎次郎（海軍三等水兵、勇敢なる水兵）
- 牟田亀太郎（海軍少将）
- 牟田口廉也（陸軍中将）
- 武藤信義（元帥陸軍大将、教育総監）
- 村岡長太郎（陸軍中将）
- 村上格一（海軍大将、海軍大臣）
- 森山慶三郎（海軍中将）
- 横尾闊（陸軍中将）
- 吉岡安直（陸軍中将）
- 吉田善吾（海軍大将、海軍大臣、連合艦隊司令長官）

## 文化人

### 学者
- 天野為之（経済学者、早稲田大学学長）
- 岩崎卯一（政治学者、社会学者、関西大学学長）
- 大倉邦彦（大倉精神文化研究所創設者、東洋大学学長）
- 黒田チカ（化学分野で初の女性理学博士）
- 志田林三郎（電気学会の創立者、日本初の工学博士）
- 高田保馬
- 林毅陸（慶應義塾塾長）
- 田中浩（政治学者）
- 下村治（経済学者、大蔵省官僚）
- 古賀逸策 （工学博士、日本の水晶振動子研究の第一人者）
- 三井徹（音楽学者、英文学者、金沢大学名誉教授）
- 多久弘一（中国文学者、代々木ゼミナール漢文科講師、校長）

### 画家
- 中島潔
- 池田幸太郎
- 岡田三郎助
- 百武兼行
- 池田学 (画家)
- 池田龍雄
- 甲斐仁代

### 書家
- 中林梧竹

### 写真家
- 一ノ瀬泰造（戦争カメラマン）
- 久我秀樹

### 陶芸家
- 青木龍山
- 井上萬二
- 酒井田柿右衛門

### デザイナー
- 森正洋（陶磁器デザイナー）
- 吉岡徳仁

### 建築家
- 曽禰達蔵
- 辰野金吾
- 村野籐吾
- 馬場正尊

### 評論家
- 青地晨
- 西村雄一郎（映画評論家）

### 作家
- 小山内富子
- 北方謙三
- 笹沢佐保
- 下村湖人
- 原尞
- 山下定

### 漫画家・イラストレーター
- 伊万里すみ子
- 小森陽一
- すめらぎ琥珀
- 田中むねよし
- 長谷川町子
- 原泰久
- 針すなお
- 326（イラストレーター・詩人）
- 山田全自動
- やまだないと

### アニメーター・アニメーションプロデューサー
- 西村純二（アニメーション監督）

### 映画監督
- 緒方明

### 俳人・歌人
- 渋川玄耳（俳人）

### 棋士
- 二代伊藤宗印（将棋棋士）
- 武富礼衣（女流将棋棋士）
- 吉岡薫（囲碁棋士）

### コピーライター
- 岡康道（クリエイティブ ディレクター、CMプランナー、コピーライター、タグボート）

### アナウンサー
現職者
- 井田勝也（東海ラジオ）
- 内山俊哉（NHK福岡放送局）
- 大久保千夏（大分朝日放送）
- 片渕茜（テレビ東京）
- 古賀奈津子（サガテレビ）
- 鶴丸英樹（サガテレビ）
- 中村なぎさ（サガテレビ）
- 村岡格（サガテレビ）
- 平川邦明（サガテレビ）
- 森洸（福岡放送、元サガテレビ）
- 田久保諭（琉球放送）
- 田久保尚英（テレビ西日本）
- 西岡孝洋（フジテレビ）
- 二宮正博（NHK福岡放送局）
- 福田太郎（北海道テレビ放送）
- 古川貴裕（沖縄テレビ放送）

フリー・退職者
- おのくみこ（エフエム佐賀・エフエム滋賀）
- 木原友香（エフエム福岡）
- YUYA（エフエム佐賀）

### 僧侶
- 売茶翁
- 覚鑁

## 芸能人

### ミュージシャン
- 荒木眞衣子（歌手、テーブルコーディネーター、フードスタイリスト）
- 荒木真樹彦
- 勝田友彰（テノール歌手）
- 木原慶吾（歌手、音楽プロデューサー、サウンドスピリッツ代表取締役）
- 佐藤和哉（篠笛奏者・作曲家）
- 須川展也（サクソフォーン奏者）
- 向井秀徳(NUMBER GIRL)
- YUKI(BENNIE K)
- 松藤由里（ナナムジカ）
- 内山敬太（ケイタク）
- 西村麻聡(FENCE OF DEFENSE)
- AMADORI（アマドリ）
- 田中拡邦（MAMALAID RAG）
- 中山稔己　(Trip Jam na-kedのボーカル、ギタリスト)
- 北村尚志（シンガーソングクリエイター）
- カノエラナ（シンガーソングライター）
- YUNAH（LAZY KNACK）：鳥栖市
- たんこぶちん（ガールズロックバンド）
  - MADOKA
  - YURI
  - HONOKA
  - NODOKA
  - CHIHARU
- がんばれ!Victory（ガールズロックバンド）
  - あやき
  - れな
  - まゆこ
  - しのぶ
  - みなみ

### 歌手
- 森永真由美
- 村田英雄（演歌歌手）
- 大木伸夫（演歌歌手）
- 青木光一
- 大川栄策（出生地は福岡県）
- 片山さゆり
- 千綿ヒデノリ
- 山田パンダ
- 田中昌之（元クリスタルキング）
- 椿
- むとうありさ（旧名、武藤有砂）
- 徳久広司（演歌歌手、演歌作曲家）
- 西方裕之（演歌歌手）
- 森みゆき（歌手）
- 荒木由美子（歌手）
- 鷲尾伶菜　(元E-girls、Flowerの歌手・ダンサー)

### アイドル
- 青山孝史（フォーリーブス）
- 佐賀乙女みゅー☆スター
- 白沢かなえ（元22/7(ナナブンノニジュウニ)）
- 筒井澪心（OCHA NORMA）
- ひぜんりさ
- Pinky Sky
- YUUGA/偉舞喜雅（元TwinBee、元風男塾）
- 佑妃（元THE HOOPERS）

### 俳優
- 村井国夫
- 誠直也
- 辻萬長
- 松雪泰子
- 夏秋佳代子
- 中越典子
- 荒川良々
- 白竜
- 松尾千歳
- 白濱孝次
- 一ノ瀬ワタル
- 朝夏まなと
- 夢乃聖夏
- 亜音有星
- 三根梓
- 松尾れい子

### タレント
- 井手美希（グラビアアイドル）
- 岩部彰（ミサイルマン）：東松浦郡相知町
- 江頭2:50（芸人）：神埼市千代田町
- おほしんたろう（お笑いタレント）：唐津市（東松浦郡厳木町）
- オラキオ（芸人・俳優、元弾丸ジャッキー）
- 坂田梨香子：（モデル）：佐賀市
- 田代まさし（元タレント）：東京都新宿区育ち
- ちとせよしの（グラビアアイドル）：神埼市
- どぶろっく（芸人）：基山町
  - 森慎太郎
  - 江口直人
- 不二子：（モデル）：伊万里市
- 益田恵梨菜（グラビアアイドル）
- 溝口恵（モデル）
- メタルラック（お笑いコンビ）
  - 美意識タカシ
  - ノッポノナカ
- 本村健太郎（弁護士、タレント）：佐賀市（川副町）
- 桃咲まゆ（トキヲイキル、元LinQ 1期生）：佐賀市
- 優木まおみ（タレント）：佐賀市

### 伝統芸能
- 金原亭駒三（落語家）

### 声優
- 井上剛[5]
- 古賀葵[6]
- 東久仁彦
- 深川芹亜
- 吉田有里

### YouTuber
- 釣りよかでしょう。：神埼市
- 釣りいろは：鹿島市
- 東問、東言（QuizKnock、双子の兄弟）

## スポーツ選手

### 相撲
- 佐賀ノ花勝巳（元大関、元・二所ノ関親方）
- 大麒麟將能（元大関、元・押尾川親方）
- 小城ノ花正昭（元関脇、元・高崎親方）
- 小城ノ花昭和（元前頭、父は小城ノ花正昭、千葉出身）
- 小城錦康年（元小結、父は小城ノ花正昭、千葉出身）
- 佐賀ノ海輝一
- 大天龍光則
- 天ノ山静雄
- 佐賀昇博
- 栃栄篤史
- 唐津海

### 競艇
- 上瀧和則：佐賀市
- 峰竜太：唐津市

### 競馬
- 川田将雅（JRA騎手）
- 鮫島克也（佐賀競馬騎手）
- 鮫島良太（JRA騎手）
- 西原玲奈（JRA騎手）

### 競輪
- 井上茂徳：佐賀市
- 大久保花梨*：鳥栖市
- 小林優香*：鳥栖市
- 佐々木昭彦：武雄市
- 佐々木浩三：武雄市
- 兵動秀治（元・プロ野球選手）：多久市
- 西村康博：白石町
- 森永宏造
- 山口優衣*
- 吉原菜那*

### サッカー
- 井原康秀（現・平塚学園高等学校サッカー部監督）
- 片渕浩一郎（現・サガン鳥栖ヘッドコーチ）
- 蒲原達也（元・サガン鳥栖）
- 小石龍臣（元・サガン鳥栖）
- 古賀貴大（V・ファーレン長崎）
- 高祖和弘（元・ヤンマーディーゼルサッカー部）
- 佐藤真一（元・サガン鳥栖）
- 副島博志（元・ザスパ草津監督）
- 田中賢治（元・サガン鳥栖、現・FC琉球）
- 中野洋司（元・アルビレックス新潟）
- 原田武男（元・V・ファーレン長崎コーチ）
- 古川隆志（元・サガン鳥栖）
- 前田義貴（元・サガン鳥栖）
- 三原廣樹（元・サガン鳥栖）
- 森惠佑（元・サガン鳥栖、現・流通経済大学サッカー部コーチ）
- 前山恭平（現・ブラウブリッツ秋田）
- 小池恭一（元・HOYO大分）
- 中島大貴（現・カマタマーレ讃岐）
- 中島賢星（現・FC岐阜）
- 古川雅人（現・SC相模原）
- 板橋洋青（現・サガン鳥栖）
- 中野伸哉（現・サガン鳥栖U-18）
- 相良竜之介（現・サガン鳥栖U-18）

### バスケットボール
- 千々岩利幸 - プロバスケットボール選手（ライジング福岡所属）：唐津市
- 水町亮介 - プロバスケットボール選手（秋田ノーザンハピネッツ所属）：佐賀市
- 三根由香理 - バスケットボール選手（元デンソーアイリス所属）：嬉野市

### バドミントン
- 田中美保
- 嘉村健士：唐津市

### バレーボール
- 高尾和行
- 古賀紗理那（NECレッドロケッツ川崎）
- 浦田聖子（NECレッドロケッツ川崎、ビーチバレーボール）
- 貞包里穂（ヴィクトリーナ姫路）

### ボクシング
- 野上翔：鳥栖市
- 藤満霞
- 山口仁也：多久市

### 野球
※太字は現役選手・指導者。
- 荒木正（元・南海軍・近畿日本軍）
- 五十嵐辰馬（元・読売ジャイアンツ）
- 池田隆英（東北楽天ゴールデンイーグルス→北海道日本ハムファイターズ）：唐津市
- 石丸進一（元・名古屋軍）：佐賀市
- 石丸藤吉（元・名古屋軍→松竹ロビンス）：佐賀市
- 打越敏彦（元・西鉄ライオンズ→中日ドラゴンズ→近鉄バファローズ）：鳥栖市
- 内田大孝（元・読売ジャイアンツ→福岡ダイエーホークス）：佐賀市
- 内山正博（元・日本ハムファイターズ）：三養基郡基山町
- 梅野雄吾（東京ヤクルトスワローズ→中日ドラゴンズ）：佐賀市
- 江口孝義（元・福岡ダイエーホークス）：小城市
- 大江海透（オリックス・バファローズ）：神埼郡吉野ヶ里町
- 大原淳也（元・横浜DeNAベイスターズ→香川オリーブガイナーズ）：東松浦郡玄海町
- 緒方修（元・南海ホークス）
- 緒方孝市（元・広島東洋カープ、前・広島東洋カープ一軍監督）：鳥栖市
- 小川浩一（元・日本ハムファイターズ→福岡ダイエーホークス）：佐賀郡東与賀町（現・佐賀市）
- 鬼崎裕司（元・東京ヤクルトスワローズ→埼玉西武ライオンズ、埼玉西武ライオンズ二軍内野守備・走塁コーチ）：佐賀市
- 於保浩己（元・千葉ロッテマリーンズ）：佐賀郡大和町（現・佐賀市）
- 柿木蓮（元・北海道日本ハムファイターズ）：多久市
- 加藤晴空（福岡ソフトバンクホークス）：鳥栖市
- 梶原和隆（元・阪神タイガース）：伊万里市
- 加藤博一（元・西鉄ライオンズ→阪神タイガース、横浜大洋ホエールズ）：多久市
- 鴨打瑛二（読売ジャイアンツ）：小城市
- 川内八洲男（元・近鉄バファローズ→中日ドラゴンズ）
- 川崎徳次（元・南海軍→読売ジャイアンツ→西鉄ライオンズ、元・西鉄ライオンズ・阪神タイガースコーチ）：
- 川頭秀人（元・福岡ソフトバンクホークス、佐賀県立鹿島実業高等学校野球部コーチ→佐賀市立成章中学校監督）：小城郡三日月町（現：小城市）
- 河野昌人（元・広島東洋カープ→福岡ダイエーホークス）：佐賀市
- 川原昭二（元・日本ハムファイターズ、元・和歌山ファイティングバーズ監督）：鳥栖市
- 岸川勝也（元・福岡ダイエーホークス→読売ジャイアンツ→横浜ベイスターズ、元・読売ジャイアンツコーチ）：佐賀市
- 岸川雄二（元・西武ライオンズ、 現・神奈川大学硬式野球部監督）：佐賀市
- 北方悠誠（元・横浜DeNAベイスターズ→福岡ソフトバンクホークス→栃木ゴールデンブレーブス→ロサンゼルス・ドジャース傘下マイナー）：唐津市
- 木塚忠助（元・南海ホークス→近鉄パールス、元・近鉄バファローズ・東京オリオンズコーチ）：唐津市
- 久保拓眞（元・東京ヤクルトスワローズ）：伊万里市
- 源五郎丸洋（元・阪神タイガース）：杵島郡江北町
- 古賀輝希（埼玉西武ライオンズ）：佐賀市
- 権藤博（元・中日ドラゴンズ、元・横浜ベイスターズ監督）：鳥栖市
- 権藤正利（元・大洋ホエールズ→東映フライヤーズ→阪神タイガース）：鳥栖市
- 坂本勇人（読売ジャイアンツ）：唐津市※内野手の坂本勇人とは別人
- 實松一成（元・日本ハムファイターズ・読売ジャイアンツ、現・読売ジャイアンツ 二軍バッテリーコーチ）：佐賀市
- 城野勝博（元・広島東洋カープ→南海ホークス）
- 新谷博（元・西武ライオンズ→日本ハムファイターズ、現・埼玉西武ライオンズ・レディース監督） ：佐賀市
- 杉尾富美雄（元・毎日オリオンズ）
- 末永真史（元・広島東洋カープ）:神埼郡千代田町（現・神埼市）
- 高須洋介（元・大阪近鉄バファローズ→東北楽天ゴールデンイーグルス、現・味全ドラゴンズ 内野守備コーチ ）：伊万里市
- 髙濱卓也（元・阪神タイガース→千葉ロッテマリーンズ）：佐賀市
- 髙濱祐仁（元北海道日本ハムファイターズ→阪神タイガース）：佐賀市
- 田中豊樹（元・北海道日本ハムファイターズ→読売ジャイアンツ）：伊万里市
- 田中久寿男（元・西鉄ライオンズ・読売ジャイアンツ、元・太平洋クラブライオンズ・ロッテオリオンズコーチ）：佐賀市
- 谷口五郎（元・読売ジャイアンツ・大洋ホエールズコーチ、1979年野球殿堂入り）：
- 長野久義（読売ジャイアンツ→広島東洋カープ→読売ジャイアンツ）：三養基郡基山町
- 辻発彦（元・西武ライオンズ、元・埼玉西武ライオンズ監督）
- 堤裕貴（元・オリックス・バファローズ、現・三菱重工広島硬式野球部）：佐賀郡久保田町（現：佐賀市）
- 豊福晃司（元・福岡ソフトバンクホークス）：鳥栖市
- 中井伸之（元・福岡ダイエーホークス）
- 永江恭平（元・埼玉西武ライオンズ）：鳥栖市
- 永尾泰憲（元・ヤクルトスワローズ→近鉄バファローズ→阪神タイガース、元・阪神タイガースコーチ）：佐賀市
- 中島輝士（元・日本ハムファイターズ→近鉄バファローズ、元・大阪近鉄バファローズ・北海道日本ハムファイターズコーチ）：神埼郡三田川町（現・吉野ヶ里町）
- 永淵洋三（元・近鉄バファローズ→日本ハムファイターズ）：佐賀市
- 中村日出夫（元・西武ライオンズ→横浜ベイスターズ）：鳥栖市
- 中村善之（元・読売ジャイアンツ）
- 野中信吾（元・日本ハムファイターズ→横浜ベイスターズ→オリックス・バファローズ）：神埼市
- 橋本敬包（元・広島カープ→南海ホークス）
- 濵口遥大（横浜DeNAベイスターズ→福岡ソフトバンクホークス）:三養基郡基山町
- 兵動秀治（元・広島東洋カープ）：多久市
- 福地寿樹（元・広島東洋カープ→西武ライオンズ→東京ヤクルトスワローズ、東京ヤクルトスワローズ外野守備走塁コーチ→現・広島東洋カープ 二軍打撃・走塁コーチ）：武雄市
- 福地経人（元・近鉄バファローズ）：多久市
- 藤井将雄（元・福岡ダイエーホークス）：唐津市
- 古川侑利（元・東北楽天ゴールデンイーグルス→読売ジャイアンツ →北海道日本ハムファイターズ →福岡ソフトバンクホークス）：武雄市
- 古里泰隆（元・阪神タイガース）：武雄市
- 前間卓（元・広島東洋カープ）：鳥栖市
- 松石信八（千葉ロッテマリーンズ）：佐賀市
- 松尾五郎（元・大阪タイガース）
- 宮崎要（元・西鉄ライオンズ、元同球団コーチ）
- 宮崎昭二（元・東映・日拓・日本ハムファイターズ→阪神タイガース）：鹿島市
- 宮﨑敏郎（横浜DeNAベイスターズ）：唐津市
- 宮﨑祐樹（元・オリックス・バファローズ）：唐津市
- 迎祐一郎（元・オリックス・バファローズ→広島東洋カープ、現・広島東洋カープ三軍野手総合コーチ）：西松浦郡有田町
- 村岡耕一（元・横浜大洋ホエールズ→西武ライオンズ）
- 山口裕二（元・福岡ダイエーホークス、現・福岡ソフトバンクホークス一軍マネージャー）：佐賀市
- 山田遥楓（埼玉西武ライオンズ→北海道日本ハムファイターズ →東北楽天ゴールデンイーグルス）：佐賀市
- 吉川輝昭（元・横浜DeNAベイスターズ・福岡ソフトバンクホークス、現・日本文理大学硬式野球部コーチ）：東松浦郡相知町（現・唐津市）
- 吉田勝豊（元・東映フライヤーズ→読売ジャイアンツ→西鉄ライオンズ、元ロッテオリオンズコーチ）：武雄市
- 吉田聖弥（中日ドラゴンズ）：東松浦郡相知町（現・唐津市）
- 若林淳至（元・西鉄ライオンズ）：佐賀市
- 若林隆信（元・中日ドラゴンズ→広島東洋カープ）：佐賀市
- 渡辺博敏（元・西鉄ライオンズ→阪神タイガース、野球パキスタン代表・野球タイ王国代表監督）：佐賀市
- 渡辺正和（元・福岡ダイエーホークス、元・福岡大学野球部監督）：佐賀市

女子プロ野球
- 大串桃香（日本女子プロ野球機構）

社会人野球
- 鬼崎智史（元・新日鐵住金かずさマジック）：佐賀市

アマチュア野球
- 酒井治彦（元早稲田大学野球部投手、戦没者）
- 鶴崎俊篤（元早稲田大学野球部、戦没者）
- 原貢（東海大学野球部名誉総監督）：神埼郡三田川町（現・吉野ヶ里町）
- 百崎敏克（佐賀北高校監督・夏の甲子園優勝）
- 香田誉士史（駒大苫小牧高校監督・夏の甲子園2回優勝〔第86回、第87回〕）
- 野口霞（元女子アマチュア野球選手）：佐賀郡諸富町（現・佐賀市）
- 松本里乃（女子野球選手）：杵島郡有明町（現・白石町）

審判
- 久保山和夫（元プロ野球審判員）
- 福井宏（元プロ野球審判員）：伊万里市
- 藤本典征（元プロ野球審判員）：

### セーリング（ヨット）
- 重由美子（ヨット、アトランタオリンピック銀）：唐津市
- 吉田雄悟（セーリング）：唐津市
- 南里研二（セーリング）：佐賀市

### ラグビー
- 今村哲央（豊田自動織機シャトルズ）
- 岩本亮（コカ・コーラレッドスパークス）
- 江頭翔太（コカ・コーラレッドスパークス）
- 大田尾竜彦（ヤマハ発動機ジュビロ）
- 大塚健太郎（クボタスピアーズ）
- 木下修一（コカ・コーラレッドスパークス）
- 久原綾眞（コカ・コーラレッドスパークス）
- 古賀龍二（元・宗像サニックスブルース）
- 小柳泰貴（コカ・コーラレッドスパークス）
- 高倉和起（元・神戸製鋼コベルコスティーラーズ）
- 田中圭一（東芝ブレイブルーパス）
- 田中渉太（ヤマハ発動機ジュビロ）
- 久富雄一（日野自動車レッドドルフィンズ）
- 堤ほの花（日本体育大学ラグビー部女子）
- 深村亮太（東芝ブレイブルーパス）
- 藤戸恭平（元・NECグリーンロケッツ）
- 松園正隆（宗像サニックスブルース）
- 山内開斗（日本大学ラグビー部）
- 山口修平（東芝ブレイブルーパス）

### 陸上競技
- 陣内綾子（中距離走）：佐賀市
- 佐々木精一郎 （長距離走）：鳥栖市

### その他のスポーツ選手
- 石原辰義（ショートトラックスピードスケート、アルベールビルオリンピック銅）：佐賀市
- 古賀稔彦（柔道家、バルセロナオリンピック金）：旧北茂安町
- 三浦恭資（自転車競技）：鳥栖市
- 権藤可恋（プロゴルファー）：鳥栖市
- 牧山雅文（アーチェリー）
- 柳本幸之介（競泳選手）：伊万里市
- 大石亨（空手家、キックボクシング）
- 南里宏（武道家、空手家）
- 野崎広大（プロレスラー）：唐津市

## その他

### 実業家
- 伊丹弥太郎（佐賀財閥、西日本鉄道の前身となる九州電灯鉄道および筑紫電気軌道初代社長）: 佐賀市
- 岡崎藤吉（神戸海上運送保険・現あいおいニッセイ同和損害保険の創業者、岡崎財閥の創業者）：肥前国佐賀藩
- 山崎久太郎（官営八幡製鉄所に先立ち、日本で最初の民間平炉を創設）：肥前国唐津藩
- 中島徳松（炭鉱経営者、貴族院勅選議員）：大町町
- 江副孫右衛門（日本特殊陶業初代社長、日本碍子社長、東洋陶器（現 TOTO）社長･会長）：有田町
- 本野盛亨（読売新聞の創業者）佐賀市久保田町
- 藤山雷太（大日本製糖社長、貴族院勅選議員）: 伊万里市
- 市村清（リコー三愛グループの創業者）: 北茂安町（現みやき町）
- 江崎利一（江崎グリコの創業者）: 神埼郡（現佐賀市）蓮池町
- 森永太一郎（森永製菓の創業者）: 伊万里市
- 眞崎仁六（三菱鉛筆の前身となる眞崎鉛筆製造所の創業者）: 佐賀市
- 松尾静磨（運輸省航空庁長官および日本航空社長・会長、戦後日本航空業界の父）：武雄市
- 松尾九一（リョーユーパンの前身となる唐津糧友製パンの母体となる松尾精麦の社長）
- 北村政男（唐津糧友製パンの専務、リョーユーパン・糧友グループ初代社長）：唐津市呼子町
- 久光仁平（小松屋の創業者、事実上の久光製薬の創業者）：鳥栖市
- 中冨三郎（久光製薬と後に改称の久光合名会社の創業者）：鳥栖市
- 孫正義（ソフトバンクグループの創業者、初代ヤフー・ジャパン社長、福岡ソフトバンクホークス株式会社のオーナー）: 鳥栖市
- 孫泰蔵（ガンホー・オンライン・エンターテイメントの創業者で初代社長、孫正義の弟）: 鳥栖市
- 吉田嘉明（DHCの創業者）：唐津市
- 竹下佐七（竹下製菓の創業者）：鹿島市
- 井川幸広（クリーク・アンド・リバー社社長、サガンドリームスの初代社長及び会長）: 七山村
- 原田龍平（酉島製作所社長兼経営者）：嬉野市塩田町
- 原田政雄（松月堂・千鳥屋・福岡千鳥屋本家・兵庫大阪千鳥屋宗家創業者）：佐賀市久保田町
- 森田判助（森田製薬の創業者で祐徳薬品工業初代社長、鹿島町長）：鹿島市（出生は長崎）
- 田中丸善蔵（玉屋百貨店の創業者）：小城市牛津町
- 大隈栄一（オークマの創業者）: 吉野ヶ里町
- 谷口清八（谷口鉄工場創業者）: 佐賀市長瀬町
- 多田幸正（ダイレックス創業者）：佐賀市
- 松尾安兵衛（松尾建設創業者）：武雄市
- 鵜池四郎（理研農産化工創業者）：神埼郡（現佐賀市）蓮池町
- 渡邊耕一（Cygamesの創設者で代表取締役社長）：伊万里市
- 加藤慶也（YKBK48 Entertainment Private Limited / DEL48 MUB48運営会社のオーナー）: 唐津市
- 宮園雅敬（年金積立金管理運用独立行政法人理事長、元企業年金連合会理事長、元農林中央金庫代表理事副理事⻑兼経営管理委員）: 鹿島市
- 大坪與一（中国語版）（日本統治時代の台湾の実業家）: 神崎郡
- 古川進（大和銀行頭取）: 佐賀市
- 片山仁八郎（三菱電機社長、会長）: 鳥栖市

### 佐賀の七賢人
- 江藤新平
- 大木喬任
- 大隈重信
- 佐野常民
- 島義勇
- 副島種臣
- 鍋島直正

### その他の人物
- 新郷重雄（品質コンサルタント）佐賀市
- 嬉野雅道（水曜どうでしょうディレクター、HTB）佐賀市
- 久保哲朗（統計ジャーナリスト）鳥栖市
- 剣源蔵（肥前夢街道支配人、空中りんご赤道斬り元ギネスホルダー）嬉野市
- 米村矢一（殺陣師、九州忍者保存協会）西松浦郡

### 架空の人物
- 脇山珠美（『アイドルマスター シンデレラガールズ』）
- 古賀小春（『アイドルマスター シンデレラガールズ』）
- 佐賀睦美（『もえちり!』シリーズの擬人化キャラ）

## 佐賀県にゆかりのある人物
50音順
- 哀川翔（俳優、徳島県徳島市生まれ、鹿児島県鹿屋市出身）先祖が鍋島藩士。
- 安倍昭恵（安倍晋三夫人、外曾祖父が森永太一郎）東京都出身。
- 荒井崇博（当県を登録地とする競輪選手）長崎県出身。
- 有森也実（女優、神奈川県横浜市出身）父が鹿島市出身。
- 今井雄太郎（タレント、元プロ野球投手。新潟県長岡市出身）福岡ダイエーホークス移籍時に妻の出身地の佐賀市に移住し、現在も在住。
- 宇多丸（ラッパー、東京都港区生まれ、文京区育ち）妻が佐賀県出身。
- 緒方かな子（タレント、広島県広島市中区出身）夫の緒方孝市が鳥栖市出身。
  - 緒方佑奈（声優、緒方孝市の長女）広島県出身。
- KABA.ちゃん（タレント、本姓は椛島。福岡県福岡市博多区出身）父方のルーツが佐賀県。
- 神田伯山（講談師、東京都豊島区出身）曽祖父が佐賀県唐津市出身。
- 岸田文雄（政治家。元外務大臣。東京都渋谷区出身）母方の井口家が佐賀県。
- 旭大星託也（大相撲力士、北海道旭川市出身）祖父母が佐賀県杵島郡白石町在住。
- 栗原安秀（二・二六事件首謀者の１人、日本の陸軍軍人。島根県松江市出身）父は佐賀県出身。
- 古澤巌（ヴァイオリン演奏者。神奈川県茅ヶ崎市出身）両親が嬉野市生まれ。
- 皇后雅子（母方の高祖父が佐賀藩士）
- 五郎丸歩（ヤマハ発動機ジュビロフルバック。福岡県福岡市出身）高校時代に佐賀県立佐賀工業高等学校でラグビーに励んだ。
- 紗栄子（タレント、モデル、実業家。佐賀県で里帰り出産で生まれ、宮崎県宮崎市出身）祖父母が佐賀県在住。
- 酒井法子（歌手、女優。福岡県福岡市出身）父親の実家が佐賀県。
- 上皇后美智子（曽祖父が佐賀県出身）
- 設楽統（タレント、埼玉県秩父市(秩父郡皆野町)出身）母方の祖父が佐賀市出身。
- 島田洋七（漫才師、タレント。広島県広島市中区出身）幼少時に、佐賀在住の祖母に預けられる。現在は自宅を佐賀に構え、佐賀を中心に全国で活動している。
- 陣内智則（タレント、芸人。兵庫県加古川市出身）親が佐賀県出身。ただし九州出身の陣内孝則と陣内貴美子は血縁関係にはない。
  - 松村未央（フジテレビアナウンサー。陣内の妻）神奈川県横浜市出身。
  - 宮脇舞依（アイドルタレント、陣内の姉の娘）兵庫県出身。
- そにしけんじ（漫画家、父親が佐賀市出身）北海道札幌市出身。
- 張富士夫（トヨタ自動車株式会社会長。祖先が代々佐賀藩の教育指南方を務めた）愛知県豊田市出身。
- 月亭方正（落語家、タレント、芸人。兵庫県西宮市出身）父親が佐賀出身、母親は長崎出身。
- 鳥谷敬（プロ野球選手、父方のルーツが佐賀県）東京都東村山市出身。
- 中倉隆道（フリーアナウンサー、神奈川県横浜市戸塚区（現・栄区）出身。母方の祖母が佐賀市出身。
- 中田敦彦（タレント・芸人、実業家。佐賀県で出生）大阪府高槻市出身、他に山口県山口市、東京都に転居。
- 永井大（俳優、妻の中越典子が佐賀県出身）新潟県西頸城郡青海町（現：糸魚川市）出身。
- はなわ（埼玉県春日部市出身）小学6年生から高校時代まで佐賀市で過ごした。
  - ナイツ（塙宣之）（千葉県我孫子市出身）兄ははなわ。小学5年生から高校時代まで佐賀市で過ごした。
- 原辰徳（読売巨人監督。福岡県大牟田市出身、神奈川県相模原市育ち）父の貢が鳥栖市出身。
  - 菅野智之（読売巨人投手）貢の外孫、辰徳の甥（妹の子）で、神奈川県相模原市出身。
- 藤山愛一郎（政治家、外務大臣、衆議院議員、実業家）貴族院勅選議員で実業家だった父の藤山雷太が佐賀士族。
- 古舘伊知郎（フリーアナウンサー、東京都北区出身）父方の祖父が伊万里市出身。父は佐賀県がルーツで中国・青島生まれ。
- 牧瀬里穂（女優、小中学校を佐賀で過ごす）福岡県福岡市博多区出身、他に鹿児島県にも転居。
- 松尾スズキ（俳優、演出家、脚本家、映画監督、コラムニスト。福岡県出身）父が佐賀県小城市出身。
- 黛英里佳（女優。東京都狛江市生まれ[7]、埼玉県本庄市出身。幼少期に佐賀県で暮らした[7]。
- 村上勝三（哲学研究者、東京都出身）父親が佐賀市出身。
- 茂木健一郎（脳科学者。東京都出身）母親が佐賀出身。
- 矢部浩之・矢部美幸兄弟（タレント・芸人/実業家・作家。大阪府吹田市出身）母が佐賀県出身。
- 山口淑子（歌手、第二次世界大戦前後に『李香蘭』の名でスター歌手として知られた。旧満州・撫順出身）父が佐賀県出身で自身の本籍も佐賀県。
- 山口祥義（佐賀県知事）両親が佐賀県出身。
- 吉木りさ（女優）母が佐賀県出身。

## 県民栄誉賞
佐賀県県民栄誉賞表彰規則により、1992年以降に県民栄誉賞を受賞した人物・団体の一覧（再掲含む）。
- 1992年 - 古賀稔彦、バルセロナオリンピック柔道男子71kg級金メダル。
- 1994年8月 - 佐賀県立佐賀商業高等学校野球部 第76回全国高等学校野球選手権大会優勝。
- 1995年10月 - 佐賀女子短期大学付属佐賀女子高等学校新体操部 全国高校選抜・全国高校総体・国体で2年連続三冠達成。
- 1996年 - 重由美子・木下アリーシア アトランタオリンピックヨット女子470級銀メダル。
- 2006年2月27日 - 青木龍山（陶芸家）、文化勲章受章。
- 2007年8月24日 - 佐賀県立佐賀北高等学校野球部、第89回全国高等学校野球選手権大会優勝。
- 2021年10月25日 -  大谷桃子、東京パラリンピック車いすテニス銅メダル。